# Covid19-koronavírus-járvány Romániában
A Covid19-pandémia 2020 februárjában érte el Romániát. A fertőzést elsősorban a járvány európai gócpontjának számító Olaszországból hazatérő román vendégmunkások, diákok, turisták hurcolták be. Az első beteget február 26-án azonosították, az első halálesetek március 22-én történtek. Az országban szükségállapot lépett érvénybe, az oktatást és a rendezvényeket felfüggesztették, kijárási tilalmat rendeltek el. Március 26-án, egy hónappal a betegség megjelenése után az azonosított fertőzöttek száma meghaladta az ezer főt, újabb egy hónap múltán pedig a tízezret. Április végén az ország túljutott a járványgörbe első csúcsán, a korlátozások legtöbbjét pedig május-június során fokozatosan feloldották.
Bár sokan azt remélték, hogy a vírus terjedése nyáron lassulni fog, az esetek száma ismét növekedni kezdett: 2020. júliusának végén a napi fertőzések száma már tartósan ezer fölött volt, az október végén felfutó második hullámban pedig az esetszám elérte a napi tízezret. Több korlátozást vezettek be, azonban a tavaszi szükségállapothoz hasonló rendelkezéseket csak néhány településen hoztak. Az egészségügyi rendszer leterhelődött, és többször került a média figyelmébe a kórházakban nyújtott szakszerűtlen kezelés.
Viszonylagos enyhülés után a harmadik hullám 2021 márciusában tört ki.
A Bloomberg szerint Románia volt a járvány által leginkább sújtott kelet-európai ország.

## Lefolyása

### Kitörése, kezdeti intézkedések
A járvány 2019 decemberében tört ki Kínában, és 2020 januárjában Amerikába és Európába is eljutott. Romániában már január 24-én akciótervet készítettek arra az esetre, ha a vírus betörne az országba; járványkezelő központokat hoztak létre, a repülőtereken biztonsági intézkedéseket vezettek be.
Február közepén egy koronavírussal fertőzött olasz állampolgár látogatott Romániába, ahol 44 emberrel került kapcsolatba. Ezek közül került ki a romániai „nulladik páciens”, egy 25 éves Gorj megyei férfi, akinek diagnózisát február 26-án erősítették meg. Ugyanezen a napon már 4000-nél is több, külföldről érkezett ember volt otthoni elszigeteltségben, 69 pedig intézményes karanténban. Március 8-án 15 fertőzöttet tartottak nyilván – ezek mindegyike, közvetve vagy közvetlenül, Olaszországból kapta el a vírust – és 13 000-et otthonukban különítettek el. Az Olaszország és Románia közötti légi közlekedést leállították, a fertőzött országokból hazaérkező személyeket karanténba vonulásra kötelezték, betiltották a tömeg- és sportrendezvényeket. A járvány terjedéséhez nagymértékben hozzájárult egyes emberek felelőtlensége: számos, külföldről hazatérő román hamis nyilatkozatokat adott a hatóságoknak, megszegték a házi vesztegzár szabályait, vagy éppenséggel összeütközésbe kerültek a csendőrökkel. Becslések szerint több százezer ember kerülhette el a karantént.
Az esetek száma növekedett, így március 11-én bezárták az iskolákat és az óvodákat, 16-án szükségállapotot rendeltek el és felfüggesztettek mindenféle oktatást, 17-én bezárták a vendéglátó egységeket és betiltottak minden zárt térben zajló rendezvényt (így a templomi istentiszteleteket is). Március 23-án részleges, majd 25-én teljes kijárási tilalmat vezettek be: csak indokolt, halaszthatatlan esetben (munkavégzési kötelezettségek, alapvető élelmiszerek beszerzése, orvosi kezelés stb), írásos nyilatkozat birtokában hagyhatják el az emberek a lakásukat, és nem közlekedhetnek csoportosan. A tilalom megszegéséért drasztikus, Európában az egyik legnagyobb méretű (a lakosság vásárlóerejéhez számítva) bírságokat vezettek be, és a szükségállapot alatt 300 000 embert büntettek meg, de később az alkotmánybíróság érvénytelennek minősítette ezeket.
A lakosság bátorításának céljából a szükségállapot végéig az utcákon hangosbemondókból adott időpontokban a román himnuszt játszották le, több városban pedig szentek ereklyéivel rendeztek körmenetet.

### Első hullám
Az egészségügyi hatóságok szerint 2020. március 23-án már követhetetlenné vált a járvány útvonala: a betegek és az áldozatok között több olyan is volt, aki nem járt külföldön, és nem került kapcsolatba koronavírussal diagnosztizált személyekkel. Március 26-án, egy hónappal az első pozitív diagnózis után már több, mint 1000 fertőzést és 22 halálesetet tartottak nyilván. Az elhunytak túlnyomóan az idősebb korosztályból kerültek ki, és krónikus betegségekben (többségük cukorbetegségben) szenvedtek.
Március végén Suceava megye lépett elő a járvány országos gócpontjává; itt regisztrálták a romániai igazolt esetek és elhalálozások egynegyedét. Ennek okai a Sfântul Ioan cel Nou megyei sürgősségi kórházban hozott felelőtlen és törvényellenes intézkedések voltak (rendelkezések megszegése, tesztelés mellőzése, fertőzött személyzet munkára kötelezése), melyek eredményeként több száz páciens és egészségügyi dolgozó betegedett meg. Március 30-án Szucsáva városát és a vonzáskörzetébe tartozó községeket teljes vesztegzár alá vonták. Április 4-én a Ialomița megyei Țăndărei városát is vesztegzár alá vonták, mivel a külföldről hazatért állampolgárok nem tartották be a karantén előírásait, ezért tömeges fertőzés lépett fel.
Április közepén a járvány a közösségi terjedés szakaszába lépett: a külföldről behozott fertőzések száma lecsökkent, a betegség helyi szinten, de nem széleskörűen terjedt.
A közelgő ortodox húsvét (2020. április 17–20) alkalmával Marcel Vela belügyminiszter és Daniel román pátriárka megegyezett, hogy enyhíti a korlátozásokat: a hívek elmehetnek a templomba, a jeruzsálemi Szent Lángot pedig önkéntesek juttatják el az emberekhez. A terv nagymértékű közfelháborodást keltett, ezért a miniszter már a következő napon visszavonta a rendeletet. Ennek ellenére voltak, akik nem tartották be az érvényben levő intézkedéseket, és több templom is nyitva állt az ortodox húsvéti időszakban. Sokan hasonló felelőtlenségről tettek tanúbizonyságot május 1-én, mikor a rendelkezések ellenére vonultak ki piknikezni.
Április végétől az aktív fertőzések száma stagnált, az új fertőzések száma enyhén visszaszorult, így Románia látszólag túljutott a járványgörbe csúcsán. Május 15-én a szükségállapotot vészhelyzet váltotta fel, és számos korlátozást eltöröltek (például feloldották a kijárási tilalmat, engedélyezték az üzletek, parkok megnyitását). Május végén a napi új fertőzések száma tartósan 200 alá csökkent, az aktív fertőzöttek száma pedig 5000 alá.
A korlátozások részleges feloldásának következményeként június közepén ismét növekedni kezdett az új fertőzések száma; ennek ellenére a hatóságok nem vonták vissza a lazításokat, és nem hirdettek ki újabb szükségállapotot. A politikai pártok közötti huzavonának köszönhetően nem lehetett új intézkedéseket bevezetni (a szociáldemokrata parlamenti ellenzék nem szavazta meg az új tervezeteket), a karantént előíró rendeletet az alkotmánybíróság hatályon kívül helyezte (melynek eredményeként számos páciens elhagyta a karantént vagy a kórházat), ezeken felül mind jobban erőre kaptak az összeesküvés-elméletek is, melyek hangadói a román politikusok, ortodox papok, nacionalista személyiségek közül kerültek ki.

### Második hullám
Július utolsó harmadában a naponta diagnosztizált pozitív esetek száma már tartósan 1100 fölött volt, a százezer lakosra vetített napi 69,4 fertőzés és 1,6 haláleset Európában a második, illetve az első helyre sorolta Romániát. Mind a napi esetek, mind az elhalálozások száma több alkalommal rekordot döntött: július 30-án 1356 új fertőzés, 31-én 39 haláleset volt. A hónap végére az aktív fertőzöttek száma meghaladta a húszezret, az összes eset száma az ötvenezret, a halottak száma pedig közelített a 2500-hoz. A veszélyhelyzet meghosszabbítása ellen a polgárok több alkalommal tüntettek, és mind többen utasították vissza a rendelkezések (például maszk viselése) betartását. A zsúfolt román tengerparton nyaraló közel 200 000 turista közül szinte mindenki figyelmen kívül hagyta a közösségi távolságtartás szabályait.
Augusztusban egyes megyékben kötelezővé tették a maszkviselést a zsúfolt helyeken, de egyéb érdemi intézkedéseket nem tettek, sőt, az érvényben levő korlátozásokon is lazítottak (szeptember elején engedélyezték a vendéglők beltéri részeinek, a mozik, színházak, könyvtárak megnyitását, és enyhítették a gyülekezési korlátozást), és a legtöbb iskolában normáls forgatókönyv szerint kezdték az új tanévet. A járvány tovább terjedt; augusztus-szeptember legtöbb napján 1300–1400 körüli új fertőzést diagnosztizáltak (a szám csak azokon a napokon csökkent ezer alá, mikor kivételesen kevés tesztet végeztek), szeptember végén pedig a napi esetszám meghaladta a kétezret. A helyzetet egyes szakértők az első hullám második tetőzéseként, mások pedig a járvány második hullámaként azonosították.
A napi esetszám október elején meghaladta a háromezret, október közepén a négyezret; a COVID-kórházak intenzív osztályai elérték a 70%-os telítettséget és több kórházban már nem volt szabad hely a betegek fogadására. Raed Arafat katasztrófavédelmi államtitkár ezzel kapcsolatban úgy nyilatkozott, hogy a román egészségügyi rendszer elveszítette a járvány elleni harcot; később azonban visszakozott, azt állítva, hogy szavait félremagyarázták. A hatóságok továbbra is párbeszéddel próbálták felhívni a lakosságot az óvintézkedések betartására; nem vezettek be szükségállapotot, vagy szigorú büntetéseket.
A városokat és megyéket három kategóriába sorolták a fertőzöttségi szint (az utóbbi 14 napban diagnosztizált, 1000 lakosra vetített fertőzések száma) szerint: zöld (1 alatt), sárga (1 és 3 között), és piros (3 fölött). Az ezzel kapcsolatos rendelkezések az oktatást és a szolgáltatásokat érintették: a sárga településeken csökkent kapacitásokkal működtek az iskolák, éttermek, kávézók, mozik; a vörös településeken kizárólag online folyt az oktatás, a vendéglátó- és szórakozóhelyek bezártak, lakásán kívül pedig mindenki egészségügyi maszkot kellett hordjon.
Novemberben a fertőzés terjedésének üteme állandósult, a napi esetszám 10 000 körül stagnált, a napi halálozási szám 150-200 között mozgott. Az összes esetek száma meghaladta a félmilliót, az elhalálozások száma a tízezret. Hamarosan a legtöbb megye és számos város a piros zónába került; az igencsak magas fertőzöttségi szintű településeken karantént vezettek be (az első ilyen nagyváros Nagyszeben volt, ahol a szint túllépte a 8-at, de hamarosan vesztegzár alá került Nagybánya, Zilah, Szatmárnémeti, Gyulafehérvár, Beszterce, Konstanca, és számos kisebb város), ezekben részleges kijárási tilalmat és szigorú korlátozásokat alkalmaztak. A korlátozások ellen több alkalommal tüntettek, a tiltakozások hangadója pedig nem egyszer a hatalom támogatását élvező román ortodox egyház és annak vezetői voltak. A társadalom egy része mind fogékonyabb lett a járványtagadó retorikára, elősegítve a szigorításellenes indulatokat és a gazdasági instabilitástól való félelmet kihasználó, szélsőjobboldali, magyarellenes AUR párt bejutását a parlamentbe a 2020-as romániai parlamenti választásokon.
A kórházakban uralkodó áldatlan állapotok, a régi és lepusztult épületek, a képzetlen személyzet nagyban hátráltatta a járvány elleni harcot. 2020. november 14-én tűz ütött ki a karácsonkői megyei kórház COVID-részlegén, melyben tíz beteg szörnyethalt, további öt pedig a következő hetekben hunyt el. December elején a resicabányai kórház került a médiafigyelem középpontjába, ahol ellátás nélkül, „embertelen körülmények között” sínylődtek a betegek. 2021 januárjában egy bukaresti kórház COVID-részlege gyúlt ki; négy beteg rögtön, további 20 pedig az elkövetkező hetekben hunyt el.
2020. december végén érkezett az első Covid19-vakcina-szállítmány az országba. Az oltásokat december 27-én kezdték; legelőször az egészségügyi dolgozókat oltották be, a 2021. január 15-én kezdődő második szakaszban a veszélyeztetett lakosságot (idősek, krónikus betegek), a március 15-én kezdődő harmadik szakaszban pedig az általános lakosságot. Az oltásokat Pfizer, Moderna, és AstraZeneca termékekkel végezték.

### Harmadik hullám
2021 első két hónapjában a napi esetszám 3000 körül stagnált, azonban márciusban ismét növekedni kezdett, és március közepén már napi 6000 körül volt az új fertőzések száma.

## Hatásai

### Társadalom
A járvány társadalmi következménye az életszínvonal csökkenése volt. A fizikai és szociális elszigeteltség, a munkahely elvesztéséből következő elszegényedés, a tartósan otthon vagy esetleg kórházban tartózkodás negatívan befolyásolta az életminőséget. A leginkább érintettek a mélyszegénységben élők voltak; egyes közösségek szó szerint éheztek. A kijárási tilalom és a bírságok miatt felháborodott emberek – főleg romák – több városban fegyveres utcai harcokban csaptak össze a rendfenntartókkal.
Más országokhoz hasonlóan a járvány megjelenése után Romániában is a szőnyeg alá söpörték az aktuális politikai és társadalmi kérdéseket, például az év elején nagy visszhangot kiváltó Beuran- és Chițoiu-ügyeket, az erőszakos rendőri beavatkozásba torkolló 2018-as tüntetések dossziéját, vagy az előrehozott választások tervét.
A tiltások következményeként értelemszerűen elmaradtak a nagyszabású rendezvények, ünnepélyek, fesztiválok – a magyar közösségben például a március 15-i megemlékezések, vagy a csíksomlyói búcsú tömeges zarándoklata és szabadtéri szentmiséje.
A járvány hatására 2020-ban negatív rekordot döntött az elhalálozások száma az 1989-es rendszerváltás utáni Romániában: az év során 296 411 halálesetet jegyeztek; ez 14%-kal haladja meg a 2019-es adatot, és 1%-kal az addigi, 1996-os rekordot. Az élveszületések száma szintén mélyponton volt az ország rendszerváltás utáni történelmében. Az elhalálozásoknak csak kis számát okozta a Covid19-betegség; többségük a járvány közvetett hatásának tudható be (az egészségügyi ellátás akadozása, továbbá az emberek csökkent hajlandósága orvosi kivizsgálásra járni).

#### Romániai magyar közösség
A szükségállapot kihirdetésével a román kormány egyoldalúan felfüggesztette az Emberi Jogok Európai Egyezményének alkalmazását, mely a Regionális vagy Kisebbségi Nyelvek Európai Kartájára is vonatkozik. Ez utat nyitott a romániai magyarok további diszkriminációja felé, mely okból az Európa Tanács már márciusban elmarasztalta Romániát. A figyelmeztető szórólapok, közlemények, nyilatkozatok, fontos tájékoztatások kizárólagos nyelve a román; magyar nyelven nem nyújtottak hivatalos tájékoztatást. A digitális távoktatást csak románul szervezték meg, az oktatási szaktárca nem biztosította a kisebbségek oktatási és nyelvi jogait (ezt a magyar közösség saját erőforrásból oldotta meg). A szükségállapot további visszaélésekre is lehetőséget adott: a bíróságok korlátozott működését kihasználva a nagyváradi román városvezetés bontani kezdte a premontrei rend épületegyüttesét, annak ellenére, hogy annak tulajdonjoga még per tárgyát képezte.
Április közepén Magyarország kormánya több magyarlakta határon túli területnek adományozott gyógyszereket, fertőtlenítőszereket, és védőfelszereléseket (maszkokat, védőruhákat). Romániában hat erdélyi megye (Hargita, Kovászna, Maros, Bihar, Szilágy, Szatmár) részesült a gyorssegélyből. A román média a magyarok ellen kezdett uszítani, annak ellenére, hogy az adott megyékben a rászorulók nemzetiségtől és vallástól függetlenül részesültek az adományokból. Az idő előrehaladtával a magyar közösséget és Magyarországot mind több példátlan támadás érte román részről – több elemző szerint a kormányon levő liberálisok így próbálták elterelni a figyelmet a kilátástalan gazdasági és társadalmi helyzetről, a stratégia hiányáról, és a korrupciós vádakról.

#### Román diaszpóra
Július 13-án a külföldön élő románok közül 5105 fertőzöttet és 122 elhunytat tartottak nyilván, a legtöbbet Olaszországban és Spanyolországban (ugyanekkor az országban 32 948 fertőzött illetve 1901 halott volt). A diaszpóra egyik neves áldozata Paul Goma antikommunista disszidens, aki március 25-én, 84 éves korában halt meg egy párizsi kórházban.

### Gazdaság
2020 márciusában a román lej történelmi mélypontra süllyedt az euróval szemben, a bukaresti értéktőzsde pedig legnagyobb zuhanását produkálta a 2008-as válság óta. A szükségállapot kihirdetése után mind a devizaárfolyamok, mind a tőzsdeindexek viszonylag stabilak maradtak. Április közepén mind a Fitch, mind a Moody’s nemzetközi hitelminősítő a korábbi stabilról negatívra változtatta Románia állam-adósosztályzatának kilátását. Szeptemberben a lej árfolyama újabb történelmi mélypontra csökkent.
A márciusban bevezetett szükségállapot és korlátozások következtében 1,29 millió személy vesztette el munkahelyét. A május közepén bevezetett enyhítések segítették a gazdaság újraindulását, és a következő hónapokban 800 ezer új munkaszerződést kötöttek (vagyis közel félmillió munkahely szűnt meg a járvány következtében, főként a feldolgozó- és építőiparban). A vendéglátóipar bevételei 2019-hez képest átlagosan 70%-kal csökkentek. A legtöbb vállalatot valamilyen formában érintette a járvány hatása; 2020 második évnegyedében a gazdaság teljesítménye 12,3%-kal esett vissza az első évnegyedhez, és 10,5%-kal az előző év hasonló periódusához képest.

### Oktatás
Az iskolákat 2020. március 11-én bezárták és távoktatásra tértek át, de mivel az országban nem létezett az online oktatás hagyománya, a gyenge szervezés és infrastruktúra miatt a lehetőségek kihasználatlanok maradtak. A tanulóknak alig 60%-át érték el ezzel a módszerrel. A minisztérium határozata szerint a tanárok nem adtak le új anyagot, csak a meglévő tudás elmélyítésében segítettek, így nem haladtak a tananyaggal. A tanintézmények nem nyitottak ki újra a tanévben, azonban a végzős (8. és 12. osztályos) tanulóknak júniusban megtartották a képességvizsgát, illetve az érettségit.
Az új, szeptember 14-én kezdődő tanévet a legtöbb tanintézményben normális forgatókönyv szerint kezdték, vagyis a tanulók mindegyikét kötelezték az órákon való fizikai részvételre. Ez alól azok az iskolák voltak kivételek, ahol az adott településen az ezer lakosra vetített új megbetegedések száma meghaladt egy küszöböt: az iskolák 2%-át bezárták, 25%-ukban pedig úgynevezett hibrid oktatást folytattak (a tanulóknak csak egy része, felváltva jár az órákra). Az idő előrehaladtával mind több megye és település elért egy kritikus fertőzöttségi szintet, így a legtöbb tanintézményben ismét távoktatást vezettek be.

### Környezet
Más országokhoz hasonlóan a forgalom és az ipari aktivitás csökkenése a levegő tisztulását vonta maga után. A turizmus szünetelése pozitív hatást gyakorolt a környezetre, például helyreállt a püspökfürdői termálvízű tó, több őshonos növény- és állatfaj otthona. A csökkent emberi aktivitás miatt a vadállatok elkezdtek bemerészkedni a településekre; például Brassó és Predeál belterületein 2020 áprilisában már mind gyakrabban láttak medvéket.

## Statisztikák

### A járvány alakulása
Bejelentett esetek 2021. március 22-éig:
Megjegyzendő, hogy a grafikon nem a napi, hanem a naponta hivatalosan bejelentett eseteket tartalmazza. A tünetmentes páciensek és a lassú tesztelés miatt a valóságban a fertőzések száma többszöröse lehet a hivatalosnak, a napi bejelentett halálesetek száma pedig azért pontatlan, mert sok esetben a halál akár egy héttel is megelőzheti a diagnózist. Egy becslés szerint a fertőzöttek 90%-a tünetmentes, így akár tízszer nagyobb is lehet a számuk.

### Életkor szerint
A fertőzöttek életkora 2020. július 13-án:

## Képek

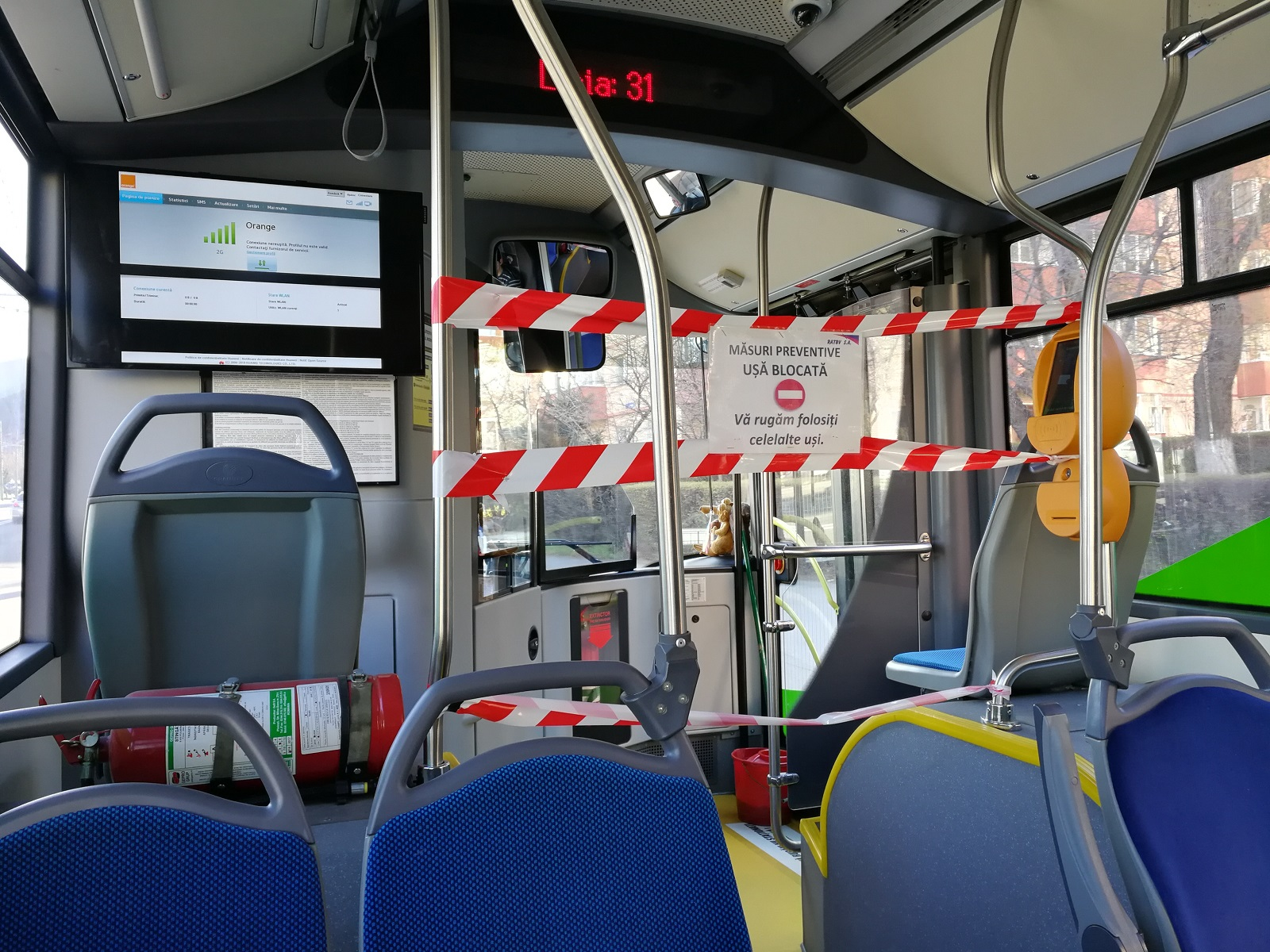
Városi busz, elkerített résszel a sofőr védelmére
- Rendőrautó hangosbemondója a katonai rendelet betartására hívja fel a figyelmet: Maradjanak otthon! Tartsák be a katonai rendeletet! Tartsák be a szabályokat és a kijárási órarendet!
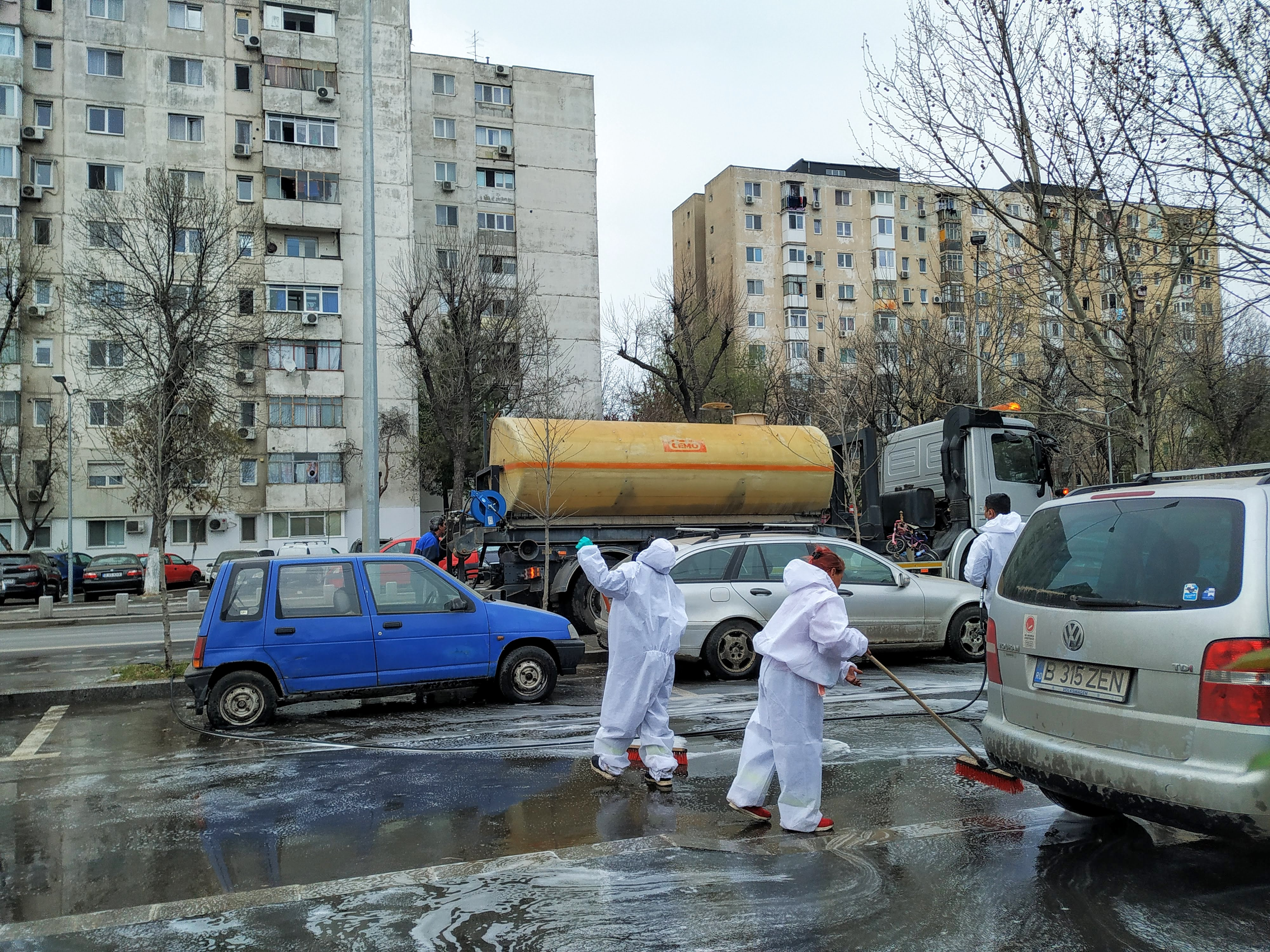
Utca fertőtlenítése Bukarestben
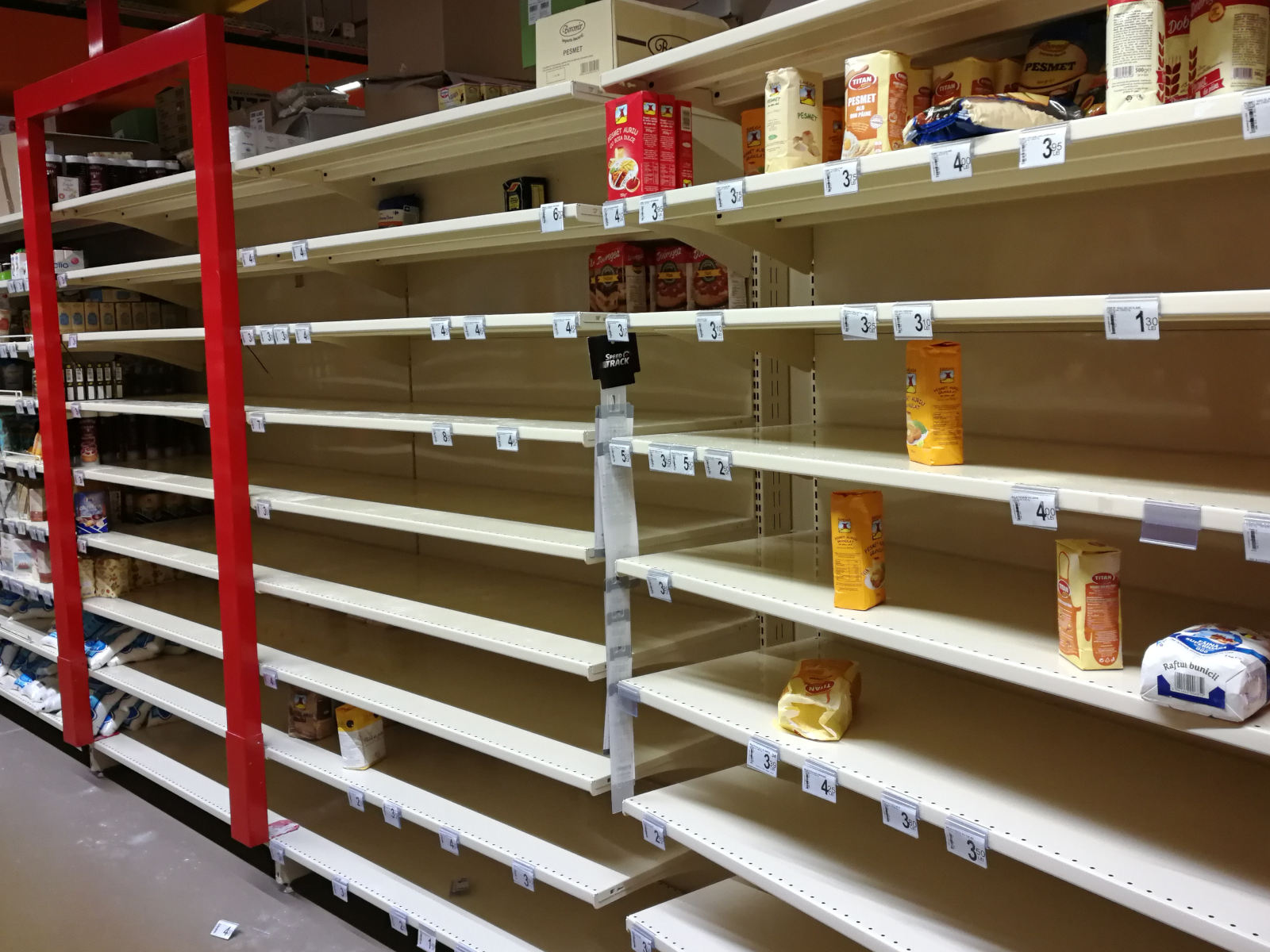
Üres polcok egy élelmiszerboltban
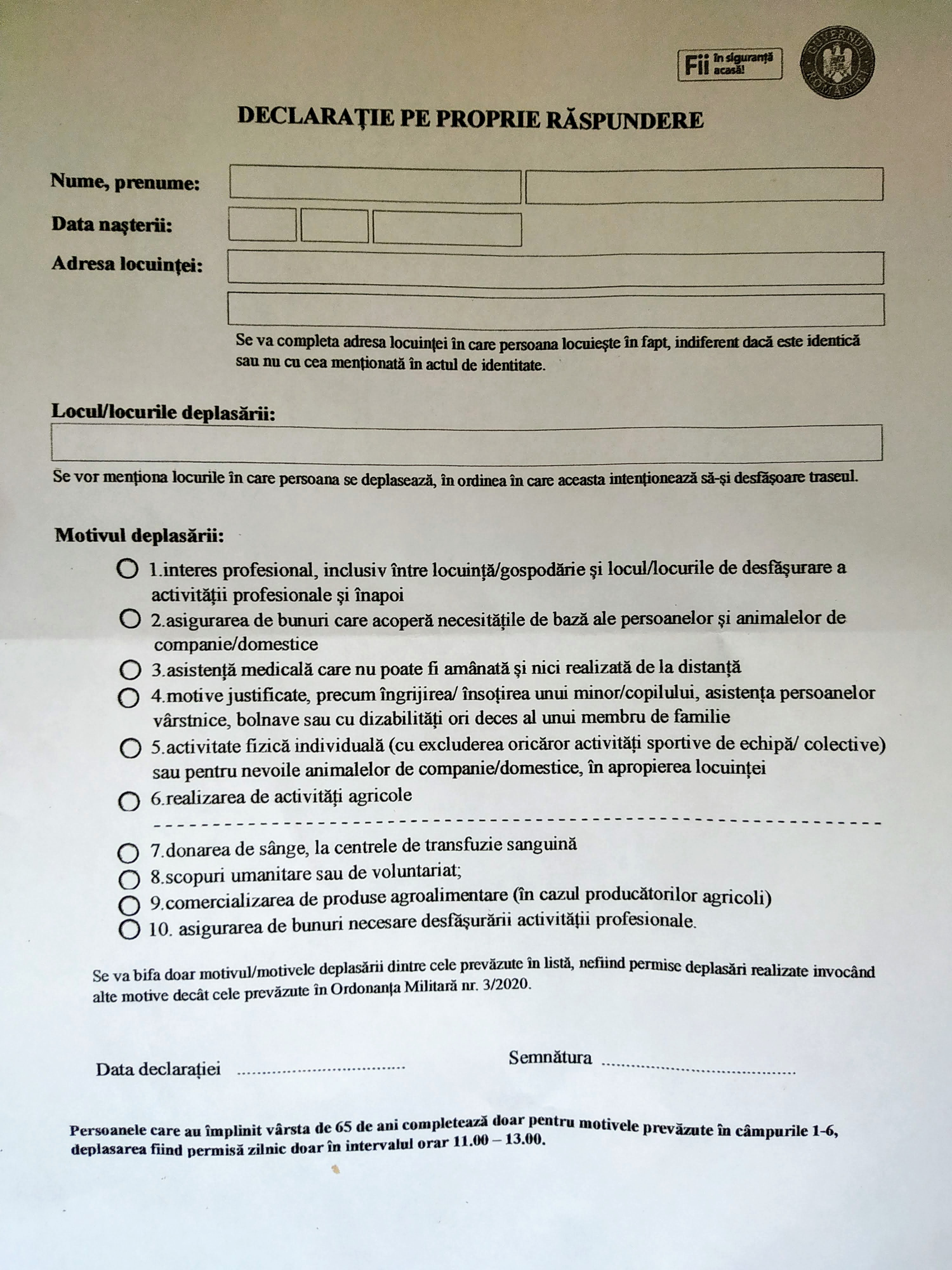
A lakhely elhagyásához szükséges nyilatkozat